# Fima Ephron
Fima Ephron (* in London) ist ein US-amerikanischer Jazz-Bassist.
Ephron kam im Alter von drei Jahren mit seinen Eltern nach New York. Er lebte mehrere Jahre in Seattle und besuchte ab dem dreizehnten Lebensjahr die New Yorker Music and Art High School. Er arbeitete dann mit Musikern wie Cissy Houston und Jaki Byard, trat mit verschiedenen Latin Bands auf und arbeitete in Fusion-Projekten wie Current Events mit.
Bekannt wurde er 1989 als Mitglied der Band Lost Tribe, mit der er in den 1990er Jahren mehrere Alben aufnahm. 1998 nahm er am Klezmer-Festival in der Knitting Factory teil, ein  Live-Album erschien im Folgejahr. Zwischen 1995 und 2005 war er Mitglied der Jazz-Fusion-Band Screaming Headless Torsos. Mit deren Frontmann David Fiuczynski spielte er auch auf dessen Album Lunar Crush (zusammen mit John Medeski) und bei der Klezmer-Avantgarde-Jazz-Band Hasidic New Wave.
2001 nahm Ephron als Bandleader das Album Soul Machine (mit Dave Binney, Saxophon, Jim Black, Schlagzeug, Mike Ephron und Buba Gisa Majerowitz, Gesang, Adam Rogers, Edward Simon, Keyboard, David Torn, Oud und Gesang, Greg Wall, Klarinette) auf. Hier verbindet er die Harmonik jüdischer Musik mit einer Jazz-Fusion-Musik im Stil von Weather Report.